# Wilhelm Klose
Wilhelm Klose (* 10. November 1830 in Karlsruhe; † 31. August 1914) war ein deutscher Kunstmaler und Mäzen.

## Leben
Wilhelm Klose war ein Neffe von August Klose, der zweimal Oberbürgermeister von Karlsruhe war und als Bankier ein ansehnliches Vermögen besaß. Dies ermöglichte Wilhelm Klose ein Studium an der Akademie in München und später ein Leben als Privatier in August Kloses Gartenhaus vor dem Ettlinger Tor. Dort versammelte er einen Freundeskreis um sich, zu dem unter anderem Victor von Scheffel, Josef Durm, Adolf Heer und Ferdinand Keller gehörten. 
Er unterstützte durch Stiftungen bedürftige Künstler und sorgte außerdem für die Verschönerung seiner Heimatstadt. Von 1876 bis 1908 war er Stadtverordneter, und schon ab 1871 ließ er der Stadt Karlsruhe immer wieder größere Summen zukommen. Von diesem Geld wurde z. B. der Hygieia-Brunnen von Johannes Hirt und der Malschbrunnen am Ettlinger Tor errichtet, der seit 1963 nicht mehr existiert, die im Zweiten Weltkrieg zerstörte Festhalle ausgestattet und die künstlerische Ausgestaltung des Vierordtbades mitfinanziert bzw. erhalten. Ferner trug er aber auch maßgeblich zur Einrichtung einer Volksbibliothek und zur Unterstützung bedürftiger Kranker bei. 
Testamentarisch hinterließ er der Stadt Karlsruhe 500.000 Mark mit der Auflage, diese Summe nach und nach für Kunstwerke im öffentlichen Raum auszugeben. Ein großer Teil dieses Geldes ging aber durch die Inflation verloren.

## Werke

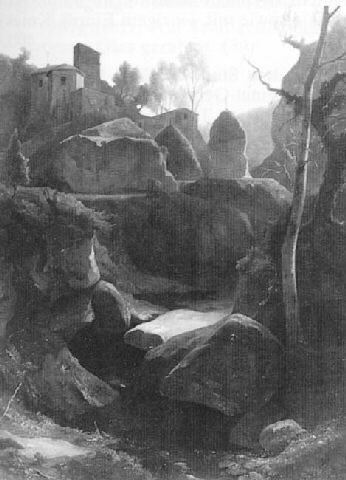
Gehöft bei Olevano

Klose malte vor allem ideale italienische Landschaften. Vier seiner Bilder zieren das Innere der Rotunde des Karlsruher Vierordtbades.

## Ehrungen
An seinem 70. Geburtstag wurde Wilhelm Klose Ehrenbürger der Stadt Karlsruhe. 1912 wurde eine Straße in der Südweststadt von Karlsruhe nach ihm benannt.